# هارولد جيمس (سياسي)
هارولد جيمس (بالإنجليزية: Harold James)‏ هو سياسي أمريكي، ولد في 7 أغسطس 1942 في فيلادلفيا في الولايات المتحدة. نشط حزبياً في الحزب الديمقراطي. وقد انتخب عضو مجلس نواب بنسيلفانيا.